# Thetis (Schlüsselnetz)

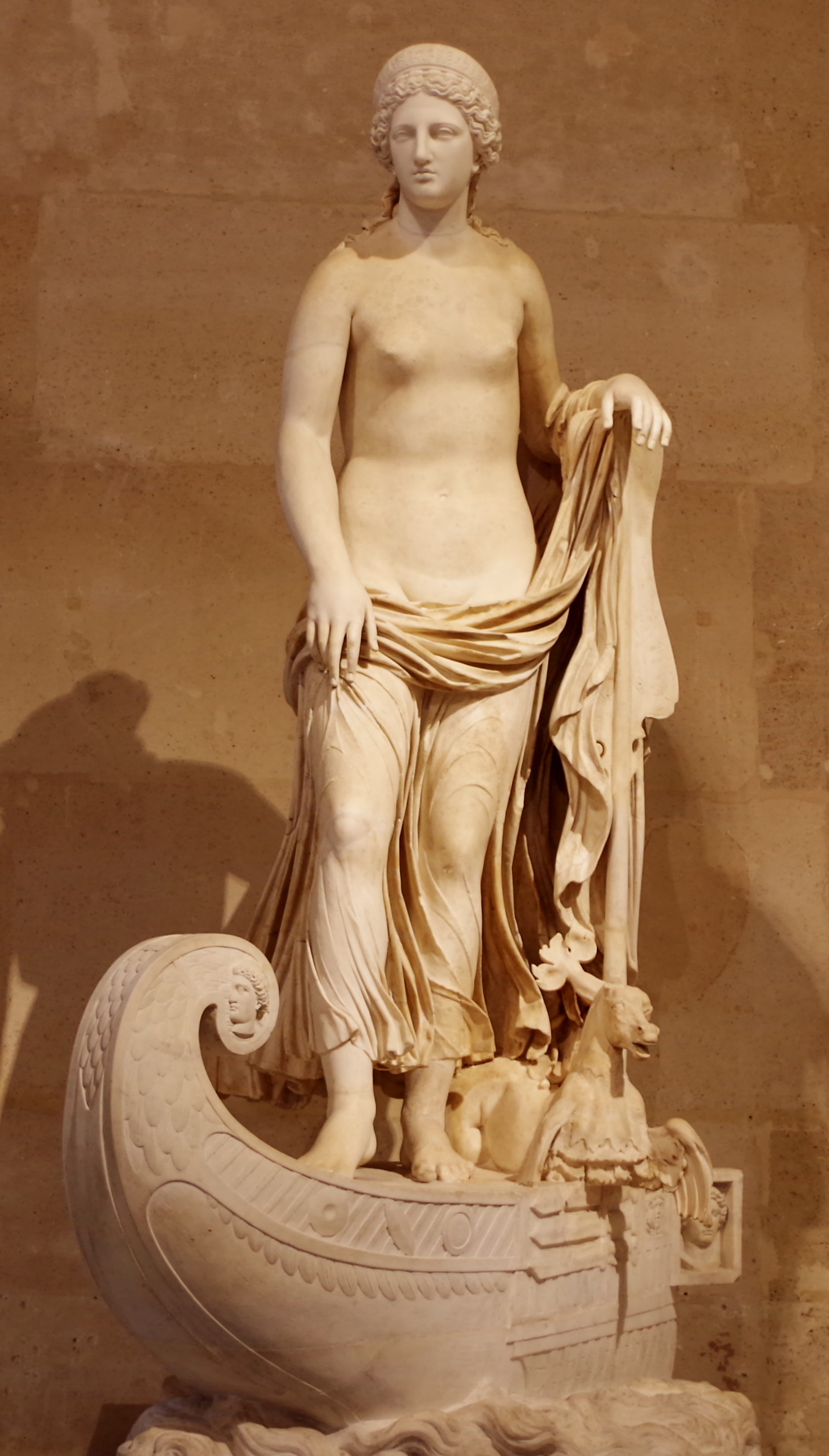
Statue der Thetis im Louvre.

Thetis (kurz: M Tht) war im Zweiten Weltkrieg der deutsche Deckname eines Funkschlüsselnetzes der Kriegsmarine. Es wurde für Ausbildungs- und Übungszwecke von deutschen U-Booten in der Ostsee verwendet.

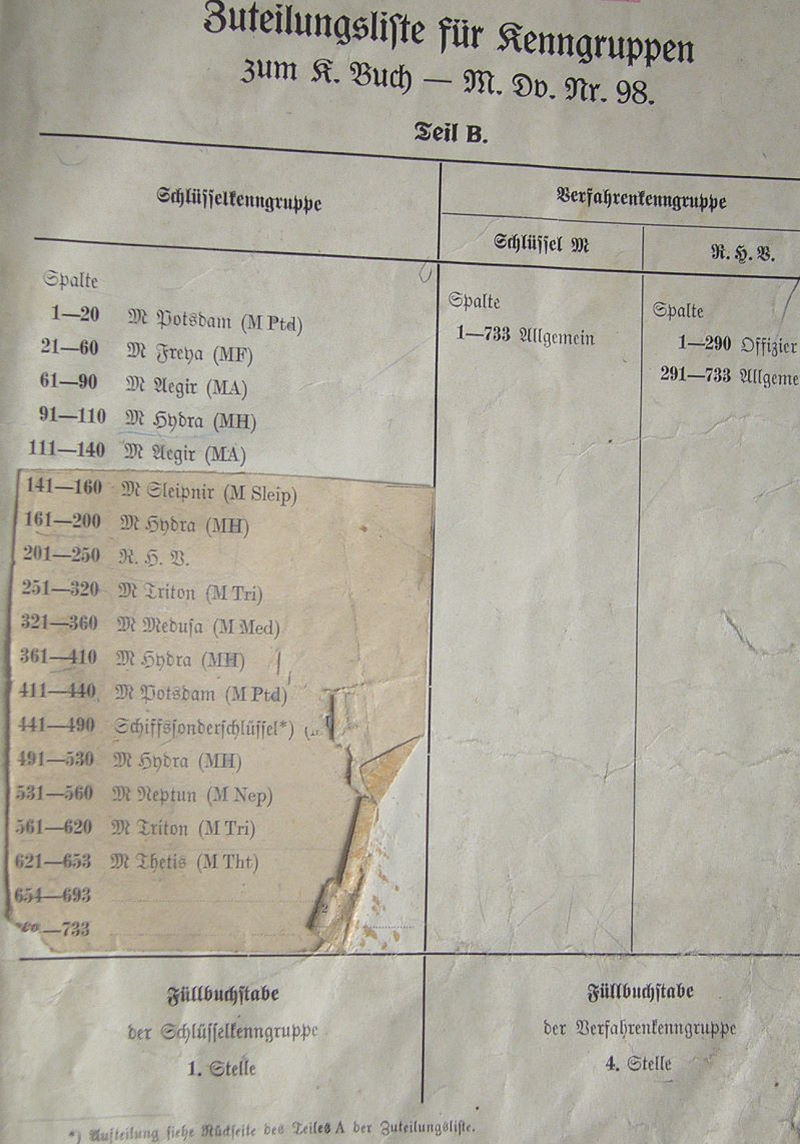
Thetis in der Zuteilungsliste für Schlüsselkenngruppen.

Benannt war es nach der Meernymphe Thetis (Bild rechts), eine der Nereïden aus der griechischen Mythologie. Sie war Tochter des Nereus und der Doris sowie Mutter des Achilleus, des stärksten griechischen Helden im Trojanischen Krieg.
Die britischen Codebreaker im englischen Bletchley Park, der zentralen militärische Dienststelle, die sich im Zweiten Weltkrieg erfolgreich mit der Entzifferung des deutschen Nachrichtenverkehrs befasste, vergaben für dieses Schlüsselnetz keinen eigenen Decknamen und verzichteten darauf, es zu brechen.